# Eleições gerais nos Países Baixos em 2025
As eleições gerais antecipadas nos Países Baixos serão realizadas em 29 de outubro de 2025 para eleger os membros da Câmara dos Representantes, após a renúncia do gabinete Schoof em 3 de junho de 2025.

## Antecedentes
As eleições gerais neerlandesas de 2023 resultaram em perdas para todos os partidos que compunham o quarto gabinete Rutte. O Partido pela Liberdade (PVV) tornou-se, pela primeira vez, a maior bancada na Câmara dos Representantes e, posteriormente, formou uma coalizão com o Partido Popular pela Liberdade e Democracia (VVD), o Novo Contrato Social (NSC) e o Movimento Agricultor-Cidadão (BBB). O gabinete Schoof, liderado pelo independente Dick Schoof como primeiro-ministro, foi empossado em 2 de julho de 2024.
Em 3 de junho de 2025, o PVV deixou a coalizão devido a desacordos sobre a política de asilo, levando Schoof a apresentar a renúncia do gabinete. Eleições antecipadas foram convocadas para 29 de outubro de 2025; originalmente, as próximas eleições gerais estavam previstas para 15 de março de 2028.

## Sistema eleitoral
De acordo com os artigos C.1, C.2 e C.3 da Lei Eleitoral, as eleições para a Câmara dos Representantes ocorrem a cada quatro anos, em março, salvo se forem convocadas eleições antecipadas . Os 150 membros da Câmara são eleitos por representação proporcional com listas semiabertas. O número de assentos atribuídos a cada lista é determinado pelo método D'Hondt.
Para que uma lista se qualifique à distribuição de assentos, ela deve receber um número de votos igual ou superior à quota de Hare (equivalente a um assento completo), o que estabelece um limiar eleitoral de aproximadamente 0,67%. Os eleitores podem expressar votos preferenciais. Os assentos obtidos por uma lista são primeiramente atribuídos aos candidatos que tenham recebido, por meio do voto preferencial, ao menos 25% da quota de Hare (o equivalente a ¼ de um assento, ou cerca de 0,17% do total de votos), independentemente da posição ocupada na lista. Se vários candidatos ultrapassarem esse limite, sua ordem de eleição será determinada pelo número de votos recebidos. Os assentos restantes são distribuídos aos candidatos conforme a ordem da lista eleitoral.